# Anderson Plata
Anderson Daniel Plata Guillén (Villanueva, La Guajira, Colombia; 8 de noviembre de 1990) es un futbolista colombiano de ascendencia española que juega de delantero en el Águilas Doradas de la Categoría Primera A de Colombia.

## Estadísticas
| Club                               | Div.          | Temporada     | Liga  | Liga  | Copas | Copas | Internacional | Internacional | Total | Total |
| Club                               | Div.          | Temporada     | Part. | Goles | Part. | Goles | Part.         | Goles         | Part. | Goles |
| ---------------------------------- | ------------- | ------------- | ----- | ----- | ----- | ----- | ------------- | ------------- | ----- | ----- |
| Valledupar F. C. · Colombia        | 2.ª           | 2009          | 50    | 9     | 2     | 3     | -             | -             | 52    | 12    |
| Valledupar F. C. · Colombia        | 2.ª           | 2010          | 50    | 9     | -     | -     | -             | -             | 52    | 12    |
| Valledupar F. C. · Colombia        | 2.ª           | 2011          | 19    | 7     | 5     | 0     | -             | -             | 24    | 7     |
| Valledupar F. C. · Colombia        | Total club    | Total club    | 69    | 16    | 7     | 3     | 0             | 0             | 76    | 19    |
| Deportivo Pereira · Colombia       | 1.ª           | 2011          | 9     | 1     | -     | -     | -             | -             | 9     | 1     |
| Deportivo Pereira · Colombia       | 2.ª           | 2012          | 31    | 11    | 7     | 0     | -             | -             | 38    | 11    |
| Deportivo Pereira · Colombia       | 2.ª           | 2013          | 16    | 5     | 10    | 5     | -             | -             | 26    | 10    |
| Deportivo Pereira · Colombia       | Total club    | Total club    | 56    | 17    | 17    | 5     | 0             | 0             | 73    | 22    |
| Daejeon Hana Citizen Corea del Sur | 1.ª           | 2013          | 21    | 1     | -     | -     | -             | -             | 21    | 1     |
| Daejeon Hana Citizen Corea del Sur | Total club    | Total club    | 21    | 1     | -     | -     | -             | -             | 21    | 1     |
| Millonarios · Colombia             | 1.ª           | 2014          | 16    | 1     | 9     | 1     | 1             | 0             | 26    | 2     |
| Millonarios · Colombia             | Total club    | Total club    | 16    | 1     | 9     | 1     | 1             | 0             | 26    | 2     |
| Atlético Huila · Colombia          | 1.ª           | 2015          | 22    | 1     | 3     | 0     | -             | -             | 25    | 1     |
| Atlético Huila · Colombia          | Total club    | Total club    | 22    | 1     | 3     | 0     | -             | -             | 25    | 1     |
| Santa Fe · Colombia                | 1.ª           | 2016          | 23    | 7     | 3     | 0     | 2             | 0             | 28    | 7     |
| Santa Fe · Colombia                | 1.ª           | 2017          | 39    | 5     | 5     | 0     | 8             | 1             | 52    | 6     |
| Santa Fe · Colombia                | 1.ª           | 2018          | 17    | 3     | -     | -     | 11            | 0             | 28    | 3     |
| Santa Fe · Colombia                | Total club    | Total club    | 79    | 15    | 8     | 0     | 21            | 1             | 108   | 16    |
| Athletico Paranaense · Brasil      | 1.ª           | 2018          | 3     | 0     | 5     | 0     | 0             | 0             | 8     | 0     |
| Athletico Paranaense · Brasil      | Total club    | Total club    | 3     | 0     | 5     | 0     | 0             | 0             | 8     | 0     |
| Deportes Tolima · Colombia         | 1.ª           | 2019          | 25    | 3     | 6     | 2     | -             | -             | 31    | 5     |
| Deportes Tolima · Colombia         | 1.ª           | 2020          | 9     | 1     | 3     | 0     | 2             | 0             | 14    | 1     |
| Deportes Tolima · Colombia         | 1.ª           | 2021          | 35    | 9     | 4     | 1     | 0             | 0             | 39    | 10    |
| Deportes Tolima · Colombia         | 1.ª           | 2022          | 16    | 6     | 1     | 1     | 6             | 4             | 23    | 11    |
| Deportes Tolima · Colombia         | Total club    | Total club    | 85    | 19    | 14    | 4     | 8             | 4             | 107   | 27    |
| Al-Adalah Club Arabia Saudita      | 1.ª           | 2022-23       | 6     | 2     | 1     | 0     | -             | -             | 7     | 2     |
| Al-Adalah Club Arabia Saudita      | Total club    | Total club    | 6     | 2     | 1     | 0     | -             | -             | 7     | 2     |
| Independiente Medellín · Colombia  | 1.ª           | 2023          | 24    | 3     | 2     | 0     | 1             | 0             | 27    | 3     |
| Independiente Medellín · Colombia  | 1.ª           | 2024          | 14    | 1     | -     | -     | 3             | 0             | 17    | 1     |
| Independiente Medellín · Colombia  | Total club    | Total club    | 38    | 4     | 2     | 0     | 4             | 0             | 44    | 4     |
| Deportivo Cali · Colombia          | 1.ª           | 2024          | 15    | 1     | 3     | 0     | -             | -             | 18    | 1     |
| Deportivo Cali · Colombia          | Total club    | Total club    | 15    | 1     | 3     | 0     | -             | -             | 18    | 1     |
| Águilas Doradas · Colombia         | 1.ª           | 2025          | 3     | 0     | -     | -     | -             | -             | 3     | 0     |
| Águilas Doradas · Colombia         | Total club    | Total club    | 3     | 0     | -     | -     | -             | -             | 3     | 0     |
| Total carrera                      | Total carrera | Total carrera | 416   | 77    | 65    | 13    | 34            | 5             | 515   | 95    |

## Palmarés

### Torneos Regionales
| Título                | Equipo               | Sede   | Año  |
| --------------------- | -------------------- | ------ | ---- |
| Campeonato Paranaense | Athletico Paranaense | Brasil | 2019 |

### Campeonatos nacionales
| Título                | Equipo          | Sede     | Año  |
| --------------------- | --------------- | -------- | ---- |
| Categoría Primera A   | Santa Fe        | Colombia | 2016 |
| Superliga de Colombia | Santa Fe        | Colombia | 2017 |
| Categoría Primera A   | Deportes Tolima | Colombia | 2021 |
| Superliga de Colombia | Deportes Tolima | Colombia | 2022 |

### Campeonatos internacionales
| Título                     | Equipo               | Sede   | Año  |
| -------------------------- | -------------------- | ------ | ---- |
| Copa J.League-Sudamericana | Santa Fe             | Japón  | 2016 |
| Copa Sudamericana          | Athletico Paranaense | Brasil | 2018 |

### Distinciones individuales
| Distinción                               | Año  |
| ---------------------------------------- | ---- |
| Parte del Equipo Ideal de la Liga Águila | 2016 |